# Horia Tecău

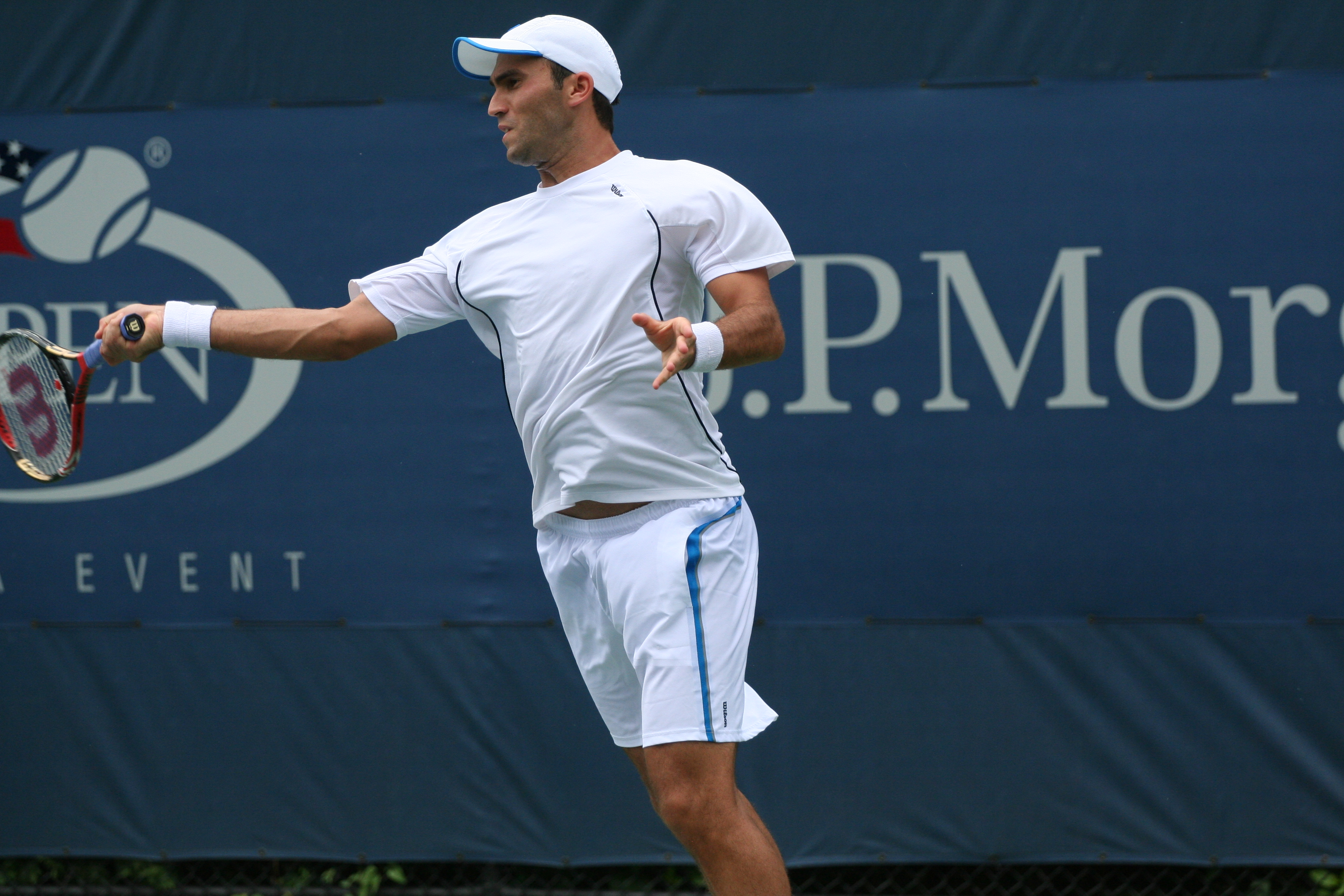
Horia Tecău en el Torneo de Bucarest 2012

Horia Tecău (Braşov, 19 de enero de 1985) es un exjugador de tenis rumano que se especializaba en la modalidad de dobles. En 2010 ganó su primer título ATP de la modalidad junto al neozelandés Marcus Daniell, a quien conoció un día antes de comenzar la competencia

## Títulos de Grand Slam

### Dobles
| Año  | Torneo             | Pareja            | Oponentes en la final      | Resultado        |
| 2015 | Wimbledon          | Jean-Julien Rojer | Jamie Murray John Peers    | 7-6(5), 6-4, 6-4 |
| 2017 | Abierto de EE. UU. | Jean-Julien Rojer | Feliciano López Marc López | 6-4, 6-3         |

#### Finalista (3)
| Año  | Torneo    | Pareja           | Oponentes en la final            | Resultado                     |
| 2010 | Wimbledon | Robert Lindstedt | Jürgen Melzer Philipp Petzschner | 1-6, 5-7, 5-7                 |
| 2011 | Wimbledon | Robert Lindstedt | Bob Bryan Mike Bryan             | 3-6, 4-6, 6-7(2)              |
| 2012 | Wimbledon | Robert Lindstedt | Jonathan Marray Frederik Nielsen | 6-4, 4-6, 6-7(5), 7-6(5), 3-6 |

### Dobles Mixto
| Año  | Torneo               | Pareja                | Oponentes en la final       | Resultado        |
| 2012 | Abierto de Australia | Bethanie Mattek-Sands | Yelena Vesnina Leander Paes | 6-3, 5-7, [10-3] |

#### Finalista
| Año  | Campeonato           | Pareja          | Oponentes en la Final       | Resultado        |
| 2016 | Abierto de Australia | Coco Vandeweghe | Yelena Vesnina Bruno Soares | 4-6, 6-4, [5-10] |

## Títulos ATP

### Dobles
| Leyenda                         |
| Grand Slam (2)                  |
| ATP Wourld Tour Finals (1)      |
| ATP Masters 1000 World Tour (3) |
| ATP World Tour 500 series (10)  |
| ATP World Tour 250 series (22)  |

| N.º | Fecha                    | Torneo                | Superficie    | Pareja            | Oponentes en la final                | Resultado           |
| --- | ------------------------ | --------------------- | ------------- | ----------------- | ------------------------------------ | ------------------- |
| 1.  | 11 de enero de 2010      | Auckland              | Dura          | Marcus Daniell    | Marcelo Melo Bruno Soares            | 7-5, 6-4            |
| 2.  | 5 de abril de 2010       | Casablanca            | Tierra batida | Robert Lindstedt  | Rohan Bopanna Aisam Qureshi          | 6-2, 3-6, [10-7]    |
| 3.  | 19 de junio de 2010      | 's-Hertogenbosch      | Hierba        | Robert Lindstedt  | Lukas Dlouhy Leander Paes            | 1-6, 7-5, [10-7]    |
| 4.  | 14 de julio de 2010      | Bastad                | Tierra batida | Robert Lindstedt  | Andreas Seppi Simone Vagnozzi        | 6-4, 7-5            |
| 5.  | 22 de julio de 2010      | New Haven             | Dura          | Robert Lindstedt  | Rohan Bopanna Aisam-ul-Haq Qureshi   | 6-4, 7-5            |
| 6.  | 6 de febrero de 2011     | Zagreb                | Dura          | Dick Norman       | Marcel Granollers Marc López         | 6-3, 6-4            |
| 7.  | 27 de febrero de 2011    | Acapulco              | Tierra batida | Victor Hănescu    | Marcelo Melo Bruno Soares            | 6-1, 6-3            |
| 8.  | 9 de abril de 2011       | Casablanca            | Tierra batida | Robert Lindstedt  | Colin Fleming Igor Zelenay           | 6-2, 6-1            |
| 9.  | 14 de julio de 2011      | Bastad                | Tierra batida | Robert Lindstedt  | Simon Aspelin Andreas Siljestrom     | 6-3, 6-3            |
| 10. | 29 de abril de 2012      | Bucarest              | Tierra batida | Robert Lindstedt  | Jérémy Chardy Lukasz Kubot           | 7-6(2), 6-3         |
| 11. | 23 de junio de 2012      | 's-Hertogenbosch      | Hierba        | Robert Lindstedt  | Juan Sebastián Cabal Dmitri Tursúnov | 6-3, 7-6(1)         |
| 12. | 15 de julio de 2012      | Bastad                | Tierra batida | Robert Lindstedt  | Alexander Peya Bruno Soares          | 6-3, 7-6(5)         |
| 13. | 19 de agosto de 2012     | Cincinnati            | Dura          | Robert Lindstedt  | Mahesh Bhupathi Rohan Bopanna        | 6-4, 6-4            |
| 14. | 28 de abril de 2013      | Bucarest              | Tierra batida | Max Mirnyi        | Lukáš Dlouhý Oliver Marach           | 4-6, 6-4, [10-6]    |
| 15. | 22 de junio de 2013      | 's-Hertogenbosch      | Hierba        | Max Mirnyi        | Andre Begemann Martin Emmrich        | 6-3, 7-6(4)         |
| 16. | 6 de octubre de 2013     | Pekín                 | Dura          | Max Mirnyi        | Fabio Fognini Andreas Seppi          | 6-4, 6-2            |
| 17. | 9 de febrero de 2014     | Zagreb                | Dura          | Jean-Julien Rojer | Philipp Marx Michal Mertiňák         | 3-6, 6-4, [10-2]    |
| 18. | 12 de abril de 2014      | Casablanca            | Dura          | Jean-Julien Rojer | Michaël Llodra Nicolas Mahut         | 6-2, 7-6(4)         |
| 19. | 27 de abril de 2014      | Bucarest              | Tierra batida | Jean-Julien Rojer | Mariusz Fyrstenberg Marcin Matkowski | 6-4, 6-4            |
| 20. | 21 de junio de 2014      | 's-Hertogenbosch      | Hierba        | Jean-Julien Rojer | Santiago González Scott Lipsky       | 6-3, 7-6(3)         |
| 21. | 3 de agosto de 2014      | Washington            | Dura          | Jean-Julien Rojer | Samuel Groth Leander Paes            | 7-5, 6-4            |
| 22. | 28 de septiembre de 2014 | Shenzhen              | Dura          | Jean-Julien Rojer | Samuel Groth Chris Guccione          | 6-4, 7-6(4)         |
| 23. | 5 de octubre de 2014     | Pekín                 | Dura          | Jean-Julien Rojer | Julien Benneteau Vasek Pospisil      | 6-7(6), 7-5, [10-5] |
| 24. | 26 de octubre de 2014    | Valencia              | Dura (i)      | Jean-Julien Rojer | Kevin Anderson Jérémy Chardy         | 6-4, 6-2            |
| 25. | 15 de febrero de 2015    | Róterdam              | Dura (i)      | Jean-Julien Rojer | Jamie Murray John Peers              | 3-6, 6-3, [10-8]    |
| 26. | 11 de julio de 2015      | Wimbledon             | Hierba        | Jean-Julien Rojer | Jamie Murray John Peers              | 7-6(5), 6-4, 6-4    |
| 27. | 22 de noviembre de 2015  | ATP World Tour Finals | Dura (i)      | Jean-Julien Rojer | Rohan Bopanna Florin Mergea          | 6-4, 6-3            |
| 28. | 25 de abril de 2016      | Bucarest              | Tierra batida | Florin Mergea     | Chris Guccione André Sá              | 7-5, 6-4            |
| 29. | 8 de mayo de 2016        | Madrid                | Tierra batida | Jean-Julien Rojer | Rohan Bopanna Florin Mergea          | 6-4, 7-6(5)         |
| 30. | 4 de marzo de 2017       | Dubái                 | Dura          | Jean-Julien Rojer | Rohan Bopanna Marcin Matkowski       | 4-6, 6-3, [10-3]    |
| 31. | 27 de mayo de 2017       | Ginebra               | Tierra batida | Jean-Julien Rojer | Juan Sebastián Cabal Robert Farah    | 2-6, 7-6(9), [10-6] |
| 32. | 25 de agosto de 2017     | Winston-Salem         | Dura          | Jean-Julien Rojer | Julio Peralta Horacio Zeballos       | 6-3, 6-4            |
| 33. | 8 de septiembre de 2017  | Abierto de EE. UU.    | Dura          | Jean-Julien Rojer | Feliciano López Marc López           | 6-4, 6-3            |
| 34. | 3 de marzo de 2018       | Dubái                 | Dura          | Jean-Julien Rojer | James Cerretani Leander Paes         | 6-2, 7-6(2)         |
| 35. | 24 de agosto de 2018     | Winston-Salem         | Dura          | Jean-Julien Rojer | James Cerretani Leander Paes         | 6-4, 6-2            |
| 36. | 12 de mayo de 2019       | Madrid                | Tierra batida | Jean-Julien Rojer | Diego Schwartzman Dominic Thiem      | 6-2, 6-3            |
| 37. | 27 de octubre de 2019    | Basilea               | Dura (i)      | Jean-Julien Rojer | Taylor Fritz Reilly Opelka           | 7-5, 6-3            |
| 38. | 20 de junio de 2021      | Halle                 | Hierba        | Kevin Krawietz    | Félix Auger-Aliassime Hubert Hurkacz | 7-6(4), 6-4         |

#### Finalista
- 2009: Kitzbuhel (junto con Andrei Pavel pierden ante Marcelo Melo y André Sá)
- 2009: Stuttgart (junto con Victor Hanescu pierden ante Frantisek Cermak y Michal Mertinak)
- 2010: Wimbledon (junto con Robert Lindstedt pierden ante Jürgen Melzer y Philipp Petzschner)
- 2011: Torneo de Brisbane (junto con Robert Lindstedt pierden ante Lukáš Dlouhý y Paul Hanley)
- 2011: 's-Hertogenbosch (junto con Robert Lindstedt pierden ante Daniele Bracciali y Frantisek Cermak)
- 2011: Wimbledon (junto con Robert Lindstedt pierden ante Bob Bryan y Mike Bryan)
- 2011: Washington (junto con Robert Lindstedt pierden ante Michaël Llodra y Nenad Zimonjic)
- 2011: Pekín (junto con Robert Lindstedt pierden ante Michaël Llodra y Nenad Zimonjic)
- 2012: Róterdam (junto con Robert Lindstedt pierden ante Michaël Llodra y Nenad Zimonjic)
- 2012: Madrid TMS (junto con Robert Lindstedt pierden ante Mariusz Fyrstenberg y Marcin Matkowski)
- 2012: Wimbledon (junto con Robert Lindstedt pierden ante Jonathan Marray y Frederik Nielsen)
- 2013: Sídney (junto con Max Mirnyi pierden ante Bob Bryan y Mike Bryan)
- 2013: Delray Beach (junto con Max Mirnyi pierden ante James Blake y Jack Sock)
- 2014: Róterdam (junto con Jean-Julien Rojer pierden ante Michaël Llodra y Nicolas Mahut)
- 2015: Sídney (junto con Jean-Julien Rojer pierden ante Rohan Bopanna y Daniel Nestor)
- 2015: Niza (junto con Jean-Julien Rojer pierden ante Mate Pavić y Michael Venus)
- 2016: JJ.OO. Río 2016 (junto con Florin Mergea pierden ante Marc López y Rafael Nadal)
- 2016: Cincinnati (junto con Jean-Julien Rojer pierden ante Ivan Dodig y Marcelo Melo)
- 2018: París (junto con Jean-Julien Rojer pierden ante Marcel Granollers y Rajeev Ram)
- 2019: Róterdam (junto con Jean-Julien Rojer pierden ante Jérémy Chardy y Henri Kontinen)
- 2019: Washington (junto con Jean-Julien Rojer pierden ante Raven Klaasen y Michael Venus)
- 2021: Róterdam (junto con Kevin Krawietz pierden ante Nikola Mektić y Mate Pavić)
- 2021: Barcelona (junto con Kevin Krawietz pierden ante Juan Sebastián Cabal y Robert Farah)
- 2021: Hamburgo (junto con Kevin Krawietz pierden ante Tim Puetz y Michael Venus)